# Mr. Bingo, the Bachelor
Mr. Bingo, the Bachelor è un cortometraggio muto del 1917 diretto da Norval MacGregor.

## Produzione
Il film fu prodotto dalla Selig Polyscope Company.

## Distribuzione
Distribuito dalla General Film Company, il film - un cortometraggio in una bobina - uscì nelle sale cinematografiche statunitensi nell'aprile 1917.